# بلدية قروسطية

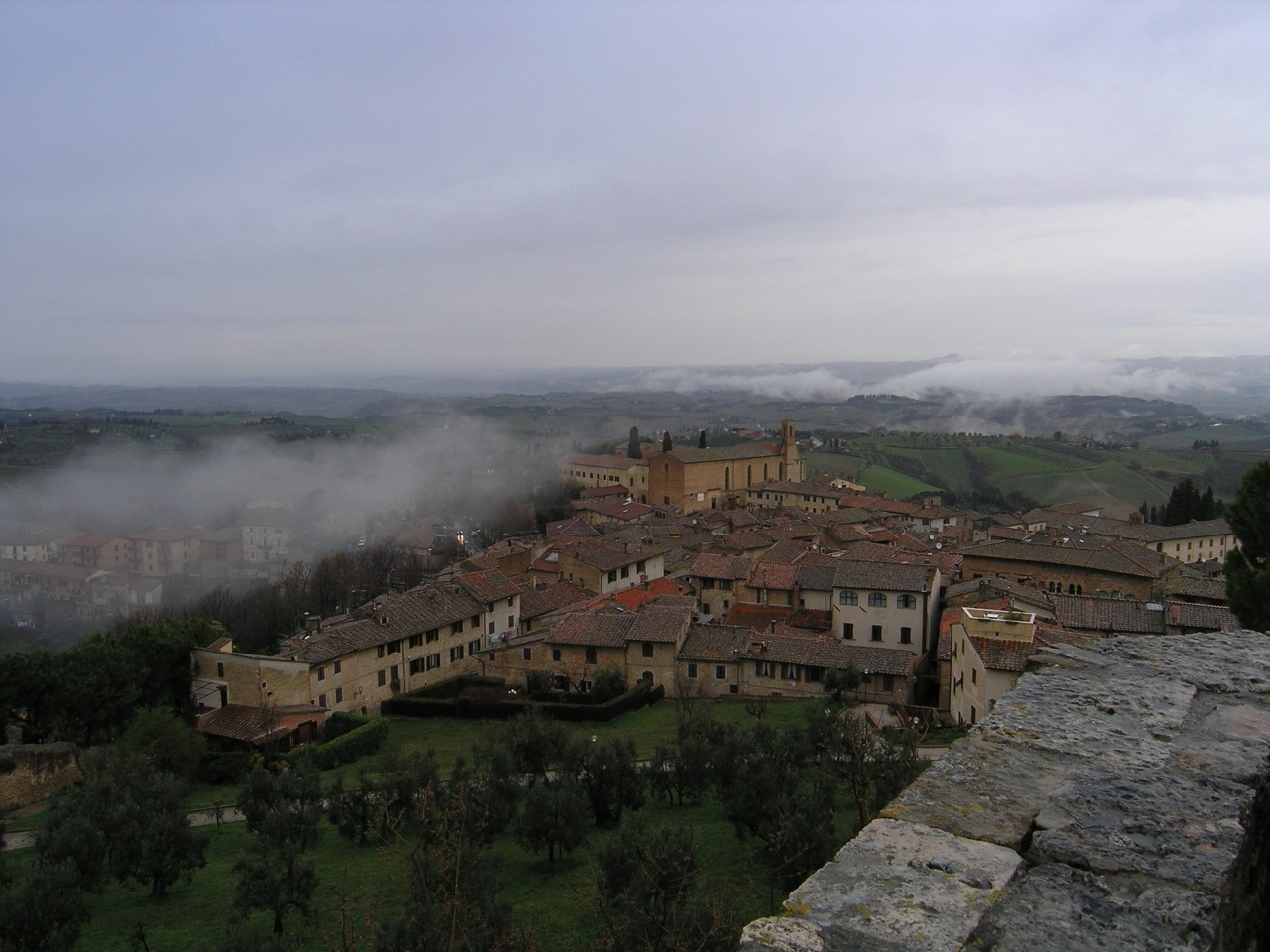
بلدية سان جيمينيانو

البلديات في أوروبا العصور الوسطى نوع من الحكومة المحلية التي انتشرت ابتداءً من القرنين الحادي عشر والثاني عشر في مدن شمال وسط إيطاليا، وبعد ذلك أصبحت ظاهرة واسعة الانتشار خلال القرنين الثالث عشر والرابع عشر، مع تعديل التوازنات السياسية الداخلية وتأكيد اجتماعي من للطبقات الجديدة وتجريب حكومية جديدة (السيادة المدنية).
وأتيحت لهم مزيد من التنمية في وسط شمال إيطاليا، كانوا حقيقيةً دولة مدينة على أساس الديمقراطية جزئية.